# Mont-Saint-Grégoire
Mont-Saint-Grégoire är en kommun och tätort (centre de population) i provinsen Québec i Kanada. Den är belägen i regionen Montérégie, i den sydöstra delen av landet, 200 km öster om huvudstaden Ottawa. Kommunen bildades 1994 genom sammanslagning av bykommunen med samma namn och socknen Saint-Grégoire-le-Grand.